# Молед
Моле́д (фр. и окс. Molèdes) — коммуна во Франции, находится в регионе Овернь. Департамент — Канталь. Входит в состав кантона Массьяк. Округ коммуны — Сен-Флур.
Код INSEE коммуны — 15126.
Коммуна расположена приблизительно в 410 км к югу от Парижа, в 60 км южнее Клермон-Феррана, в 65 км к северо-востоку от Орийака.

## Население
Население коммуны на 2008 год составляло 99 человек.
| 1962 | 1968 | 1975 | 1982 | 1990 | 1999 | 2008 |
| ---- | ---- | ---- | ---- | ---- | ---- | ---- |
| 188  | 218  | 198  | 181  | 140  | 115  | 99   |

## Администрация
| Период | Период | Фамилия          | Партия | Примечания |
| ------ | ------ | ---------------- | ------ | ---------- |
| 2001   | 2008   | Роже Одюбер      |        |            |
| 2008   |        | Себастьен Ведрин |        | пожарный   |

## Экономика
В 2007 году среди 52 человек в трудоспособном возрасте (15—64 лет) 30 были экономически активными, 22 — неактивными (показатель активности — 57,7 %, в 1999 году было 64,3 %). Из 30 активных работали 30 человек (18 мужчин и 12 женщин), безработных не было. Среди 22 неактивных 2 человека были учениками или студентами, 16 — пенсионерами, 4 были неактивными по другим причинам.

## Достопримечательности
- Башня Коломбин (XII век). Памятник истории с 1992 года[3]
- Церковь Сен-Леже (XII век). Памятник истории с 1992 года[4]

## Фотогалерея

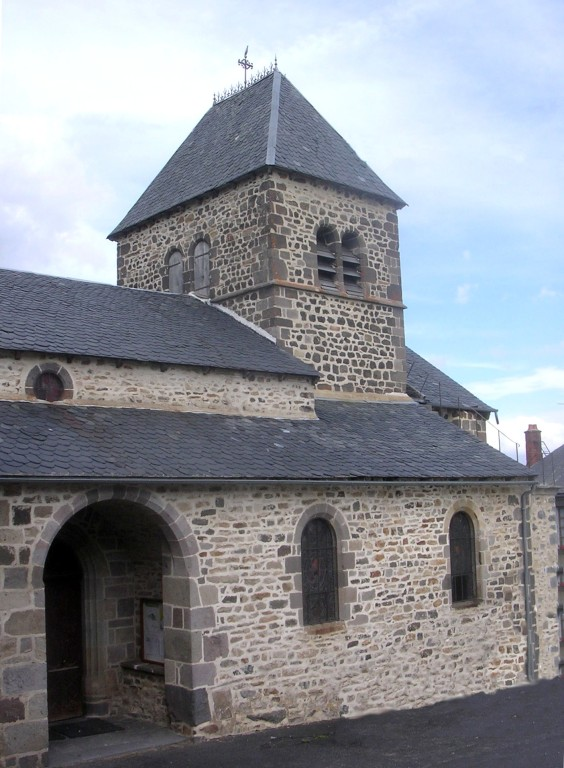
Церковь Сен-Леже
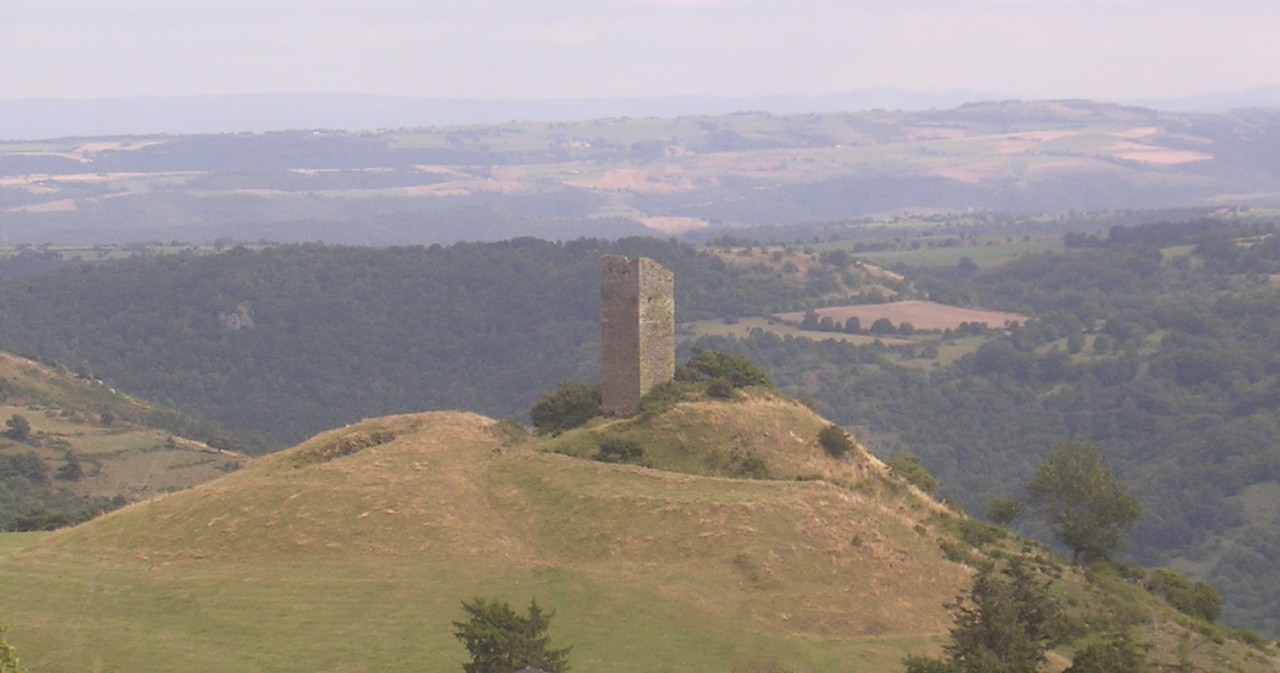
Башня Коломбин
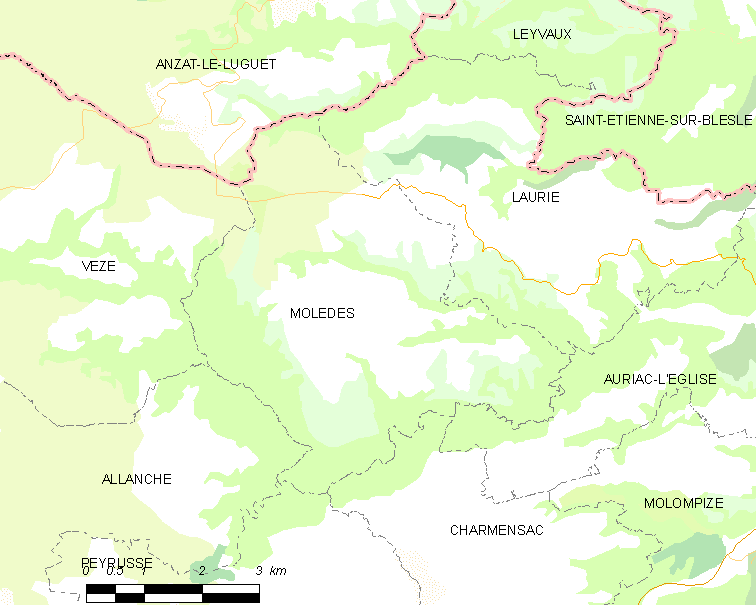
Карта коммуны